# Gerlinde Böhnisch-Metzmacher
Gerlinde Böhnisch-Metzmacher (geb. Metzmacher; * 2. April 1936 in Jena) ist eine deutsche Malerin, Grafikerin und Plastikerin.

## Leben und Werk
Gerlinde Metzmacher wuchs in Jena auf und machte das Abitur. Von 1956 bis 1959 studierte sie an der Fachschule für angewandte Kunst Heiligendamm. Dort lernte sie den späteren Industrie-Designer Gerd Böhnisch (* 1937) kennen, den sie 1963 heiratete. 1965 wurde ihr Sohn Felix, 1967 die Tochter Katrin geboren.
Nach dem Studium arbeitete Gerlinde Metzmacher bis 1961 als Gebrauchsgrafikerin in der Werbeabteilung des Kombinats Carl Zeiss Jena. Dort war sie u. a. an der Gestaltung von Prospekten und der Vorbereitung von Messen beteiligt, eine Arbeit, die sie nicht befriedigte. Seit 1961 ist sie als Künstlerin in Jena freischaffend tätig. Gerlinde Böhnisch-Metzmacher ist in ihren technischen Mitteln außerordentlich vielseitig. Sie betätigte und betätigt sich insbesondere als Gebrauchsgrafikerin, Grafikerin und Malerin, Collagistin, Medailleurin und Plastikerin. Seit vielen Jahren porträtiert sie die Stadt Jena und ihre Umgebung. Sie kopierte u. a. auch für die Kunst-Sammlungen der Friedrich-Schiller-Universität Jena und die Schiller-Gedenkstätte Jena historische Gemälde.
2006 erhielt sie das Walter-Dexel-Stipendium der Stadt Jena.
Eine Anzahl von Werken Gerlinde Böhnisch-Metzmachers befinden sich u. a. auch in den Städtischen Museen Jena.

## Rezeption
„Gerlinde Böhnisch-Metzmacher gilt in Jena als lebende Legende. Zwischen Grafik und Malerei, vom Exlibris bis zur Medaille hat sie unzählige Techniken erprobt, Werbeprospekte, Logos, Eintrittskarten und Ausstellungen gestaltet.“

## Werke (Auswahl)

### Tafelbilder
- Der Stärkste (1976, Öl, 17 × 16 cm; auf der VIII. Kunstausstellung der DDR)[3]
- Prager Zeitungsverkäufer (1983, Öl; auf der X. Kunstausstellung der DDR)

#### Kopien von Tafelbildern
- Heinrich Ernst Graf zu Stolberg-Wernigerode (2008, Öl auf Leinwand, 52 × 42,3 cm; nach einem Gemälde von Johann Friedrich Eich von 1773; Schloss Wernigerode)[4]
- Erhard Weigel (1981, Öl auf Leinwand, 90 × 64 cm, nach einem Gemälde von Christian Richter; Universität Jena)
- Heilige Ursula (1988, Öl auf Holz, 96,4 × 41,9 cm; nach einem Gemälde Hans Holbein d. J.; Museum Leuchtenburg)

### Druckgrafik
- Blick über die Dächer von Jena (1984, zweifarbiger Linolschnitt)[5]
- Blick vom Heinrichsberg auf das Johannistor (1984, zweifarbiger Linolschnitt)[5]

### Buchpublikationen
- Jena in ungewöhnlichen Ansichten. Altstadt-Zeichnungen. Quartus-Verlag, Bucha bei Jena 2003, ISBN 3-936455-19-8.
- Kreuz und quer durch Jena. Ein unterhaltsamer Spaziergang. Quartus-Verlag, Bucha bei Jena 2011, ISBN 978-3-936455-93-9.

## Ausstellungen (Auswahl)

### Einzelausstellungen
- 2006: Jena, Literaturmuseum Romantikerhaus („Es gibt nur ein Jena und wird nie ein zweites geben“; mit Peter Hoffmann und Valerij Solevoj und historischen Stadtansichten)
- 2010: Jena, Gasthaus „Zur Noll“ (Historische Altstadtansichten von Jena)
- 2013/14: Jena, Stadtmuseum („Aus Freude am Schönen. Gerlinde Böhnisch-Metzmacher. Grafik, Malerei, Plastik, Produktdesign“)
- 2016: Jena, Villa Rosenthal („Baumportraits“)
- 2017/18: Jena, ganz kleine galerie im Institut für Biochemie an der Medizinischen Fakultät der Universität Jena („Hoch hinaus im Aeromobil“, Collagen)

### Beteiligung an Ausstellungen
- 1962/63, 1967/68, 1977/78 und 1987/88: Dresden, Fünfte und VI. Deutsche Kunstausstellung und VIII. und X. Kunstausstellung der DDR
- 1974 und 1984: Gera, Bezirkskunstausstellungen
- 1977: Leipzig, Messehaus am Markt („Kunst und Sport“)
- 1982 und 1986: Fürstenwalde, Altes Rathaus („Miniatur in der bildenden Kunst der DDR“)